# Willy Millowitsch
Wilhelm Peter Millowitsch, detto Willy (Colonia, 8 gennaio 1909 – Colonia, 20 settembre 1999), è stato un attore, regista e cantante tedesco.
Appartenente ad una "dinastia" di attori (era figlio di Peter Wilhelm Millowitsch, nipote di Cordy Millowitsch, fratello di Lucy Millowitsch ed era il padre di Mariele Millowitsch e Peter Millowitsch), tra cinema televisisione, apparve in una sessantina di differenti produzioni, e fu direttore del Teatro Millowitsch di Colonia (chiamato dal 2015 Volksbühne am Rudolfplatz). Incise inoltre una trentina di LP a partire dall'inizio degli anni sessanta.
A lui sono intitolati la medaglia Willy Millowitsch e una piazza di Colonia, la Willy-Millowitsch-Platz.

## Biografia
Wilhelm Peter Millowitsch nasce a Colonia l'8 gennaio 1909. I suoi genitori sono Peter Wilhelm Millowitsch (attore professionista) e Käthe Planck.
Sin da bambino, all'età di cinque o sei anni, dopo essersi trasferito con la propria famiglia a Lövenich (all'epoca non ancora parte del comune di Colonia),m inizia a recitare a teatro e già all'età di 14 anni, dopo aver abbandonato la scuola nel 1922 senza aver conseguito il diploma, ottiene il suo primo ruolo significativo recitando nell'opera teatrale Das goldene Kalb.
Inizia poi la propria carriera di attore cinematografico nel 1933, quando appare in due cortometraggi diretti da Hasso Preiß, So leben wir alle Tage e Wenn Männer kochen.
Nel 1939, sposa Linny Lüttgen, ma il matrimonio ha breve durata.  L'anno seguente, diventa direttore del Teatro Millowitsch, il teatro fondato dal padre.
Nel corso della seconda guerra mondiale, si dedica inoltre all'intrattenimento delle truppe tedesche partecipando con la propria compagnia ad una tournée promossa dall'organizzazione nazista "Kraft durch Freude" (ovvero "la forza per mezzo della gioia") Al termine della guerra, nel 1946, sposa in seconde nozze Gerda Feldhoff, dal quale avrà quattro figli, Katharina, Peter, Susanne e Mariele.
Il 27 ottobre 1953 è il protagonista, nel ruolo di Anton, dell'opera teatrale Etappenesel, che viene messa in scena al Teatro Millowitsch e che risulta essere anche la prima opera teatrale tedesca ad essere messa in onda in diretta da un'emittente televisiva. Nel corso della propria carriera, Millowitsch, reciterà in quest'opera per circa un migliaio di volte.
Tra gli anni cinquanta e gli anni sessanta, si dedica però principalmente all'attività di attore cinematografico, apparendo in vari film. Tra questi, figura il film commedia, diretto da Alfred Weidenmann e uscito nel 1957 Sissi a Ischia (Scampaio), dove recita al fianco di Romy Schneider.
Sempre negli anni sessanta, inizia anche l'attività di cantante, dopo aver firmato nel 1960 il suo primo contratto discografico.
Nel 1980, la sua città natale gli dedica una statua di bronzo e nel 1984 riceve la croce al merito della Repubblica Federale Tedesca.
Dal 1990 al 1996, è protagonista, nel ruolo del Commissario Klefisch, dei sei episodi della serie di film TV Kommissar Klefisch. L'ultimo episodio della serie, intitolato Klefischs schwerster Fall e girato nel 1995, rappresenta anche la sua ultima interpretazione.
Appare ancora un'ultima volta in televisione l'8 gennaio 1999 in occasione del suo 90º compleanno, che viene celebrato all'Arena di Colonia alla presenza di 18.000 persone.
Muore per un arresto cardiaco  alle 5.30 di lunedì 20 settembre 1999   all'ospedale St. Elisabeth di Colonia.
I suoi funerali si svolgono il 25 settembre 1999 nel municipio di Colonia alla presenza di varie autorità. Al termine della cerimonia, viene sepolto nel Melaten-Friedhof.

## Filmografia parziale

### Attore

#### Cinema
- So leben wir alle Tage  - cortometraggio, regia di Hasso Preiß (1933)
- Wenn Männer kochen  - cortometraggio, regia di Hasso Preiß (1933)
- Gesucht wird Majora, regia di Hermann Pfeiffer (1949)
- Madonna in Ketten, regia di Gerhard Lamprecht (1949)
- Der Tiger Akbar, regia di Harry Piel (1951)
- Mönche, Mädchen und Panduren, regia di Ferdinand Dörfler (1952)
- Der fröhliche Weinberg , regia di Erich Engel (1952)
- Sissi a Ischia (Scampolo), regia di Alfred Weidenmann (1958)
- Die Fledermaus, regia di Géza von Cziffra (1962)
- Herrliche Zeiten im Spessart , regia di Kurt Hoffmann (1967)
- Professione bigamo (Warum hab’ ich bloß 2× ja gesagt?), regia di Franz Antel (1969)
- Klassenkeile, regia di Franz Josef Gottlieb (1969)
- Charley's Onkel , regia di Werner Jacobs (1969)
- Alter Kahn und junge Liebe, regia di Werner Jacobs (1973)
- Unsere Tante ist das Letzte, regia di Rolf Olsen (1973)
- Die wilden Fünfziger, regia di Peter Zadek (1983)
- Ma guarda un po' 'sti americani (National Lampoon's European Vacation), regia di Amy Heckerling (1985)
- Pizza Colonia, regia di Klaus Emmerich (1991)

#### Televisione
- Donaug'schichten  - serie TV, 26 episodi (1965-1970)
- Hei-Wi-Tip-Top  - serie TV, 11 episodi (1971-1973)
- Locker vom Hocker  - serie TV, episodio 1x4 (1980)
- Das kleine Hotel - film TV (1981)
- ...Erbin sein - dagegen sehr  - serie TV, 11 episodi 1985
- Das Mädchen aus dem Fahrstuhl - film TV (1987)
- Die vertagte Hochzeitsnacht - film TV (1987)
- Tante Jutta aus Kalkutta - film TV, regia di Willy Millowitsch (1990)
- Heidi und Erni  - serie TV, episodio 1x13 (1990)
- Kommissar Klefisch  - serie TV, 6 episodi (1990-1996)
- Die Weltings vom Hauptbahnhof - Scheidung auf Kölsch  - serie TV, 12 episodi (1994)

### Regista
- Das goldene Kalb (1954)
- Tante Jutta aus Kalkutta - film TV (1990)
- Der keusche Lebemann (1992)

## Teatro (lista parziale)
- Das goldene Kalb
- Etappenhase

## Discografia parziale

### Album
- 1962: Jubel Trubel Millowitsch (50 Beliebte Stimmungslieder)
- 1969: Wein Weib Millowitsch
- 1969: Spaziergang am Rhein (32 bekannte Rhein- Und Weinlieder zum Mitsingen und Schunkeln)
- 1973: Stimmung, Jux und Millowitsch
- 1982: Heiter und besinnlich
- 1995: Ich hab' Musik so gern

## Opere letterarie
- Amüsantes Handbuch der Getränke, Juncker Verlag, München 1970
- Meine besten Freunde: Tünnes und Schäl, Klein Erna, Graf Bobby, Lichtenberg-Verlag, München 1971
- Heiter währt am längsten – Die Bühne meines Lebens, Hestia Verlag, Bayreuth 1988

## Premi e nomination (lista parziale)

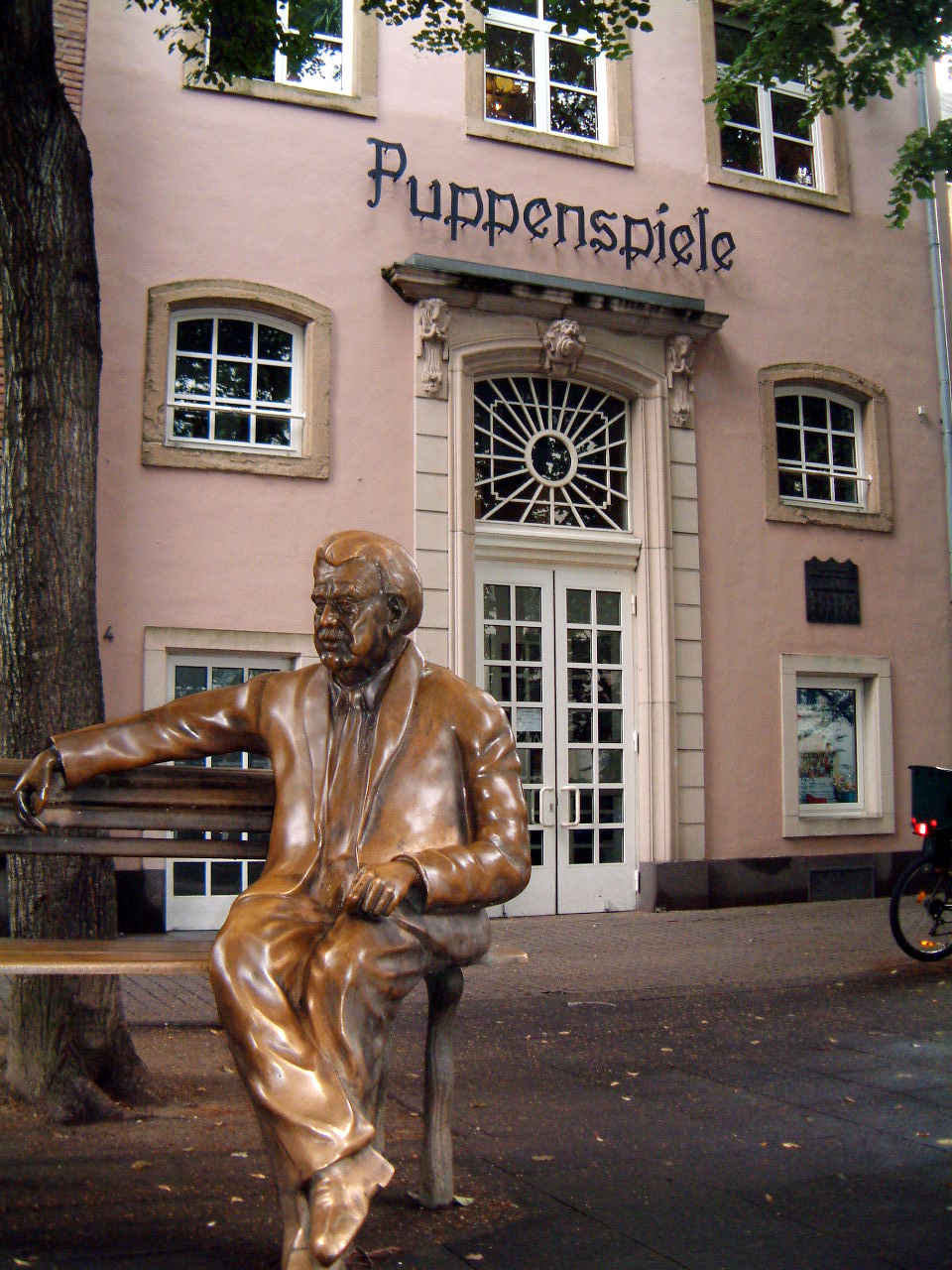
Monumento a Willy Millowitsch davanti allo Hänneschen-Theater di Colonia

- 1961: Bravo Otto d'oro come miglior star maschile
- 1962: Nomination al Bravo Otto d'oro come miglior star maschile
- 1967: Deutscher Filmpreis d'oro come miglior attore non protagonista per Herrliche Zeiten im Spessart
- 1984: Premio onorario al Bayerischer Fernsehpreis
- 1992: Premio Bambi alla carriera